# بیل جکسون (بازیکن بسکتبال)
بیل جکسون (انگلیسی: Bill Jackson; ۸ اوت ۱۹۱۸ – ۲۶ نوامبر ۱۹۸۵) بازیکن بسکتبال اهل جمهوری ایرلند بود. وی در بازی‌های المپیک تابستانی ۱۹۴۸ شرکت کرده‌است.